# 樊深 (北朝)
樊深（？—？），字文深，河东郡猗氏县（今山西省临猗县）人，北魏、西魏、北周官员。

## 生平
樊深早年母亲去世，侍奉继母十分孝顺谨慎，弱冠之年喜好学习，背负书籍在三河地区向老师学习，议论研习《五经》，日日夜夜都不知道疲倦。永安年间，樊深随中央军讨伐，以军功出任荡寇将军，屡次升任伏波将军、征虏将军、中散大夫。樊深曾经读书时读到吾丘子，因此回家侍候奉养父母。
永熙三年（543年），魏孝武帝西迁，河东郡的樊氏、王氏两姓都起兵支持魏孝武帝，被东魏诛杀。樊深的父亲樊保周、叔叔樊欢周都被杀害。樊深因为避难，坠落山崖伤了脚，两天都断绝了饮食。后来樊深得到一筐饼，本想食用，想起继母年老患痹病，可能幸免没有被掠走，因而没吃。樊深夜间匍匐着去寻找继母，得以相见，将饼给母亲吃。樊深然后悄悄离去，改变姓名，在汾水和晋州一带游学，学习天文和数学历法。后来樊深被人告发，囚禁起来送到河东郡。恰逢东魏将领韩轨的长史张曜器重樊深的儒学，将樊深带回家中，樊深得以免去祸害。
大统三年（537年），宇文泰平东河东郡后，赠予樊保州南郢州刺史，赠予樊欢周仪同三司。樊深回家安葬父亲，亲自背着泥土建成坟墓。不久于谨引荐樊深出任自己的参军，于谨命令樊深在馆中教育自己的子孙，樊深出任抚军将军、银青光禄大夫，升任开府属，转任从事中郎。于谨出任司空时，以樊深出任司空谘议。大统十五年（549年），樊深代理下邽县县令。
宇文泰设置东馆办理学校，教育各位将军的子弟，任命樊深为博士。樊深精通经学，讲解经书时，经常引用汉朝、曹魏以来各家学说。所以听讲的学生不能理解，背后都讥讽他说：“樊生讲书所引用的门户太多，不可理解。”但是儒生们都推许樊深学识渊博。樊深性情喜好学习，到年老也不懈怠，早晚来往，骑在马上也读书不停，以至于马匹受惊而坠地，手脚都摔折了，但最终还是没有改变这种习性。后来樊深出任国子博士，获赐姓万忸于氏。北周六官建立后，樊深出任太学助教，升任博士，加车骑大将军、仪同三司。天和二年（568年），樊深升任乡伯中大夫，加开府仪同三司。建德元年（572年），樊深上表请求退休，周武帝诏令允许。朝廷有疑问的事情，经常召樊深来询问，后来樊深因病去世。
樊深既专于经书，又熟悉各种史书和《三仓》、《尔雅》、篆籀、阴阳、卜筮的书。樊深所学虽然广博，但是言辞辩解较差，所以当时的人不加以称赞。樊深所撰写的《孝经》、《丧服问疑》各一卷，另外撰写《七经异同说》三卷，《义纲略论》和《目录》三十一卷，都流行于世。